# カマスサワラ
カマスサワラ（叺鰆, 梭子魚鰆, Acanthocybium solandri、英: wahoo, ono） は、スズキ目サバ科カマスサワラ属（分類は特に断らない限り）に分類される硬骨魚。本種一種のみでカマスサワラ属を構成する。英名:wahoo。ハワイではonoとしても知られる。
学名の由来はギリシャ語で「棘（akantha）＋ハガツオ属のメゼ（kybion）」。長崎県でオオカマスと呼ばれていたが、岸上鎌吉はこれを不適切としてカマスサワラという和名を新たに与えた。

## 分布
大西洋（カリブ海・地中海を含む）、インド洋、太平洋の熱帯および亜熱帯。日本では伊豆・小笠原諸島、沖縄、奄美などに多い。

## 形態
全長85から105センチで成熟する。170センチまで大きくなるが、最大250センチの個体も記録されている。最も重い個体は83.0キログラムである。
体は紡錘形で細長い。体長は頭長の5倍弱、体高の8倍弱。吻は長く、尖っている。下顎は上顎よりも長い。上下の顎には三角形で扁平な歯が密生する。第一背鰭は長く、第二背鰭にほとんど接する。背中側と腹側に各8-9本の離鰭がある。体色は背面が灰色を帯びた藍色、腹側が銀白色で、体側には多数の暗色の横縞（死後、濃くなる）がある。第一背鰭23-28棘条、第二背鰭12-16軟条、尻鰭12-14軟条。
サワラ属に近縁であるが、鰓耙が全くない、頭部が前方に長く尖る、また第一背鰭が後半部まで低くならず長方形に近いなどの特徴で区別できる。

## 生態
深度0から20メートルの外洋を回遊する。単独でいるか、少数の個体が緩いまとまりを形成することが多い。
食性は肉食性で、小魚（トビウオやカツオを食べるとする資料もある）、頭足類などを捕食する。鰓耙が全くないのでプランクトンを濾過する能力がなく、ある程度の大きさをもった餌を専食する。
異なる成熟段階にある個体が同時に採集されることから、産卵は長い期間に分散して行われると推定される。卵および稚魚は漂泳性である
。
消化管内にHirudinellidae科吸虫が寄生していることがあるが、ヒトには寄生しないので食品衛生上の問題はない。また、和歌山県勝浦沖で採取された個体にカイアシ類のカマスサワラジラミGloiopotes hygomianus Steenstrup and Lutkenが寄生していたという報告もある。

## 人との関わり
旬は春と秋。肉は白身で淡白。フライ、刺身、味噌漬け、煮つけなどで食べる。八丈島から小笠原諸島にかけては島寿司の材料として珍重される。小笠原では本種を加工して「ふし」を製造する。その他、薩摩揚げの原料として利用される。
曳縄や突きなどで漁獲される。
海岸線からそれほど遠くない場所で適度な大きさの個体が釣れることから、分布域のほぼ全域でスポーツフィッシングの対象魚として珍重される。釣り好きとしても知られるアーネスト・ヘミングウェイは、どの魚が最もおいしいと思うか聞かれて、次のように答えた。
ヘミングウェイの所有するフィッシングボートの船長・グレゴリオ・フエンテスが85ポンド（38.5キロ）の本種を釣り上げた際の記念写真が現存する。